# Католички универзитет Петер Пазмани
Католички универзитет Петер Пазмани (мађ. Pázmány Péter Katolikus Egyetem) је приватни универзитет у Будимпешти. Основан 1635. године, једна је од најстаријих и најпрестижнијих институција високог образовања у Мађарској.